# Ferrara
Ferrara ([ferˈraːra], auf ferraresisch: Frara) ist eine Stadt in Norditalien in der östlichen Po-Ebene in der Region Emilia-Romagna und Hauptstadt der gleichnamigen Provinz Ferrara. Sie liegt am rechten Ufer des Po, dessen Altarm, der Po di Volano, das historische Stadtzentrum durchquert.
Entstanden im frühen Mittelalter im Grenzgebiet zwischen Langobardenreich und byzantinischem Exarchat, entwickelte sich Ferrara im frühen Mittelalter zur Residenz der Familie Este und wurde Hauptstadt des gleichnamigen Herzogtums. Heute gilt sie als bedeutendes Wirtschafts- und Kulturzentrum sowie als traditionsreiche Universitätsstadt. Die Universität Ferrara, gegründet 1391, gehört zu den ältesten akademischen Einrichtungen Europas.
Die Geschichte der Stadt ist untrennbar mit dem Fluss verbunden: als Handelsweg, Schutzlinie und Lebensader war der Po die Voraussetzung für ihre Entstehung. Die urbane Struktur Ferraras wurde im 15. Jahrhundert unter der Herrschaft der Este maßgeblich geprägt: die vom Hofarchitekten Biagio Rossetti entworfene Addizione Erculea gilt als erste moderne Stadtplanung Europas. Der nahezu vollständig erhaltene mittelalterliche Stadtwall und der weitgehend unveränderte Stadtkern zählen zum UNESCO-Welterbe.
Ferrara gilt als eine der fahrradfreundlichsten Städte Italiens. Der Fahrradanteil in der Bevölkerung zählt seit Jahrzehnten zu den höchsten Europas und prägt das Stadtbild.

## Geschichte

Südöstlicher Abschnitt der 9 Kilometer langen frühneuzeitlichen Stadtbefestigung

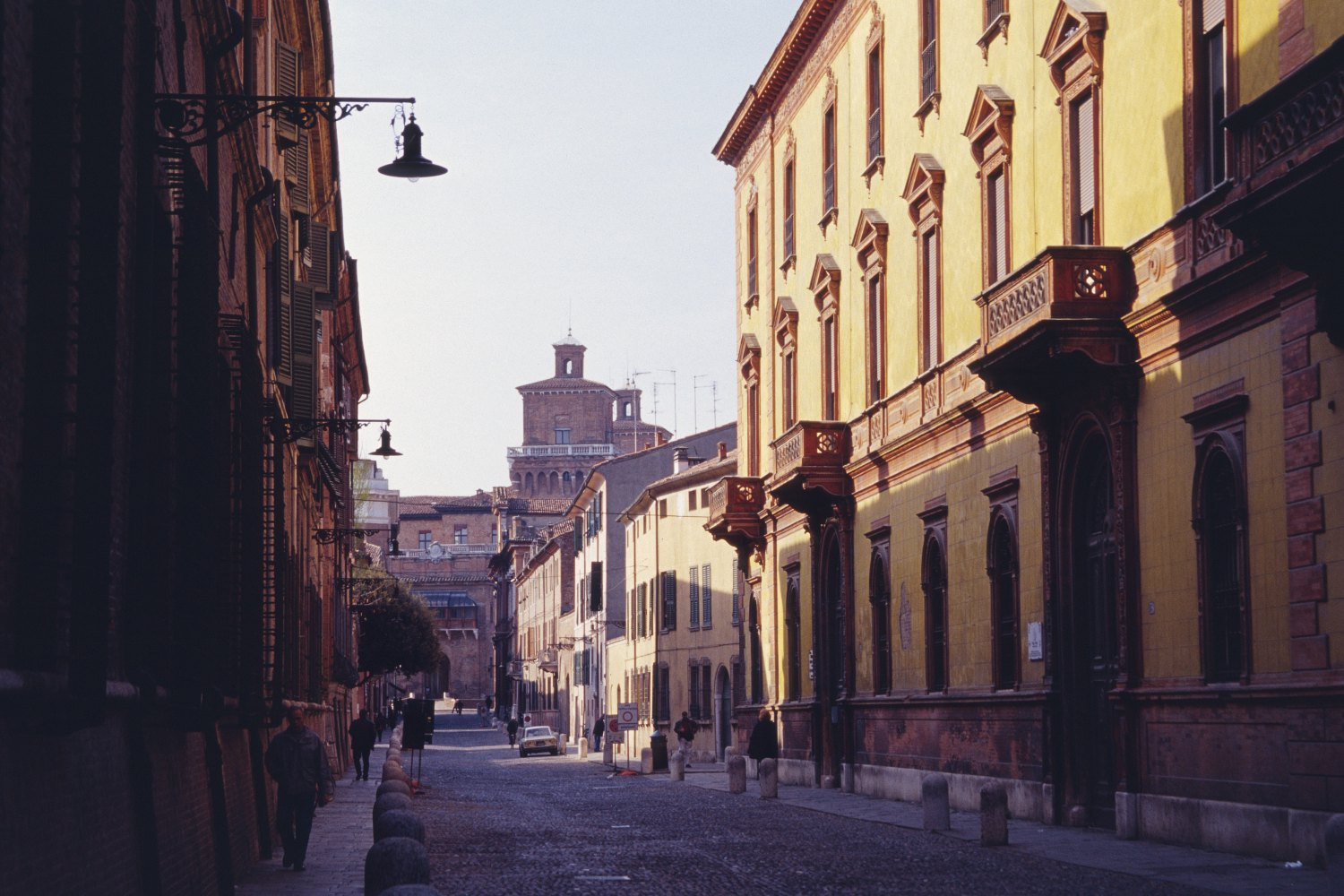
Corso Ercole I d’Este in der Renaissance-Altstadt

Ferrara ist eine der wenigen großen Städte Italiens, die nicht römischen Ursprungs sind. Der Ort wurde wahrscheinlich als Siedlung der Anwohner der Lagunen an der Po-Mündung gegründet. Er wurde erstmals in einem Dokument König Aistulfs von 753 oder 754 erwähnt und war ein Teil des Exarchats von Ravenna. Nach 984 war es ein Lehen Tedaldos, des Grafen von Modena und Canossa, einem Neffen des römisch-deutschen Kaisers Otto I. Danach wurde Ferrara selbstständig und 1101 nach einer Belagerung von Markgräfin Matilda eingenommen. Zu dieser Zeit wurde die Stadt von einer kleinen Gruppe bedeutender Familien dominiert, darunter den Adelardi.
1146 starb Guglielmo, der letzte der Adelardi. Sein Eigentum ging, wie die Mitgift seiner Nichte Marchesella, an Azzolino d’Este über. An der Schlacht von Legnano 1176 gegen den römisch-deutschen Kaiser Friedrich Barbarossa nahm Ferrara mit einem eigenen Truppenkontingent teil. Es gab eine Feindschaft zwischen der neu dazugekommenen Familie und den Sailinguerra, aber nach ausgedehnten Kämpfen wurde Azzo Novello 1242 zum ständigen Podestà ernannt. 1259 nahm er Ezzelino III. da Romano von Verona in einer Schlacht gefangen. Sein Enkel Obizzo II. folgte ihm nach, und der Papst ernannte ihn zum Generalkapitän und Verteidiger des Kirchenstaats. Das Haus Este war von da an in Ferrara eingenistet. Der Po, der im 12. Jahrhundert unmittelbar an Ferrara vorbeigeflossen war, bahnte sich im Jahr 1155 nördlich der Stadt einen neuen Weg, wodurch das alte Flussbett immer seichter wurde. 1391 wurde die Universität Ferrara gegründet. Niccolò III. empfing mehrere Päpste mit großem Prunk, insbesondere Eugen IV., der hier 1438 ein Konzil abhielt. Sein Sohn Borso erhielt 1452 (in diesem Jahr wurde Girolamo Savonarola hier geboren) von Kaiser Friedrich III. als erster Herzog die Lehen Modena und Reggio. 1471 wurde er von Papst Paul II. zum Herzog ernannt, womit das Herzogtum Ferrara begründet wurde.
Ercole I. führte Krieg mit Venedig und trug sehr zur Blüte der Stadt bei. Sein Sohn Alfonso I. heiratete Lucrezia Borgia und setzte den Krieg gegen Venedig erfolgreich fort. 1510 wurde er von Julius II. exkommuniziert und griff die päpstliche Armee 1512 außerhalb Ravennas an, das er dann einnahm. Gaston de Foix (Nemours) fiel in der Schlacht, in der er Alfonso unterstützte. Mit den nachfolgenden Päpsten konnte Alfonso Frieden schließen. Er war ab 1518 der Patron Ariostos.
Sein Sohn Ercole II. heiratete Renata, eine Tochter Ludwigs XII. von Frankreich. Auch er verschönerte während seiner Regierungszeit (1534–1559) die Stadt. Er bot ab 1536 den aus Spanien und Portugal vertriebenen Juden eine neue Heimat, weil das den Handel und somit den Wohlstand Ferraras beförderte. So wurde die Stadt von 1536 bis 1554 zur wichtigen Anlaufstelle der sefardischen Juden. 1554 fand in Ferrara ein rabbinischer Kongress statt, zwei Jahre später konnte eine jüdische Universität gegründet werden. Die Gesetze, die Ercole zum Schutz der Juden einführte, galten als die fortschrittlichsten in Italien.
Seine Frau war dagegen Anhängerin der Reformation und mit dem evangelischen Lehrer Fulvio Pellegrino Morato und seiner Tochter Olympia Morata (1526–1555) befreundet. Sie öffnete den Hof von Ferrara für religiös verfolgte Intellektuelle aus Mitteleuropa, vor allem aus Frankreich. So kamen 1535 der französische Dichter Clément Marot, 1536 Johannes Calvin, 1537 Vittoria Colonna und Bernardino Ochino und um 1540 Celio Secondo Curione, Camillo Renato und Aonio Paleario. Renées Sympathien für den Protestantismus führten zum Bruch mit Ercole, dessen Herzogtum in seinem ferraresischen Teil de jure zum Kirchenstaat gehörte und der naturgemäß eine vorsichtige Politik gegenüber dem Papst treiben musste. 1554 ließ er deswegen seine Frau im Castello Estense (Pareschi) unter Hausarrest stellen. Weitere Schritte in seiner prokatholischen Parteinahme waren 1556 ein Bündnisvertrag mit Frankreich und 1558 ein Friedensvertrag mit Spanien.
Sein Sohn Alfonso II. heiratete Barbara von Österreich, eine Schwester von Kaiser Maximilian II. Unter ihm erreichte Ferrara seinen wirtschaftlichen und kulturellen Höhepunkt. Er war ein Patron von Tasso und Guarini. Wie die Fürsten seines Hauses es immer getan hatten, förderte er Kunst und Wissenschaften. Er hatte keinen legitimen männlichen Erben, 1597 wurde Ferrara daher von Clemens VIII. als vakantes Lehen beansprucht, ebenso Comacchio. Die Estes mussten daraufhin 1598 die Stadt verlassen. Um die Integration der Ferraresen in das päpstliche Herrschaftssystem zu ermöglichen, wurden von Clemens VIII. Carlo Emanuele Pio di Savoia und Bonifazio Bevilacqua als Mitglieder der Ferrareser Familie in den Kardinalsstand erhoben. An der Stelle der Burg Tedalfo an der Westseite der Stadt baute Clemens VIII. eine Festung. 1627 mussten die etwa 2000 jüdischen Einwohner in einen nachts abgeriegelten Stadtteil, ein Ghetto, ziehen. 

Historischer Stadtplan von 1907

1636 wurde unter der Leitung des Architekten Alfonso Rivarola, genannt il Chenda, ein Schüler Giovann Battista Aleottis, das Theaterhaus der Sala dello Stallone errichtet. 1606 folgte der Bau des Teatro del’Accademia degli Intrepidi. Ferrara blieb mit Ausnahme der napoleonischen Periode Teil des Kirchenstaates, auch als zwischen 1832 und 1859 die Österreicher die Festung besetzten. Danach wurde die Stadt Teil des Königreichs Italien. Die Zahl der jüdischen Einwohner sank auf etwa 700 bei Einführung der Rassengesetze im Jahr 1938. Am Abend des 13. November 1943 wurde der faschistische Segretario federale Igino Ghisellini auf dem Heimweg in seinem Auto erschossen; als Repressalie wurden am Morgen des Folgetags 11 unschuldige Zivilisten vor der Mauer des Castello Estense umgebracht. Die Leichen blieben zunächst öffentlich zur Schau gestellt und wurden erst auf Drängen des Bischofs Ruggero Bovelli entfernt.
Am 20. und 29. Mai 2012 verursachte ein Erdbeben der Stärke 6,0 in der Stadt Ferrara und im Umland schwere Schäden. Das Erdbeben hat kulturhistorisch bedeutende Bauten und Kunstwerke schwer in Mitleidenschaft gezogen. In Ferrara wurde der „Löwenturm“ des Castello Estense schwer beschädigt. Auch das Museo Giovanni Boldini und die Kirche San Carlo erlitten schwere Zerstörungen. Acht tragende Säulen der Kathedrale wurden instabil, so dass eine längere Instandsetzung nötig wurde.

## Kultur

### Architektur

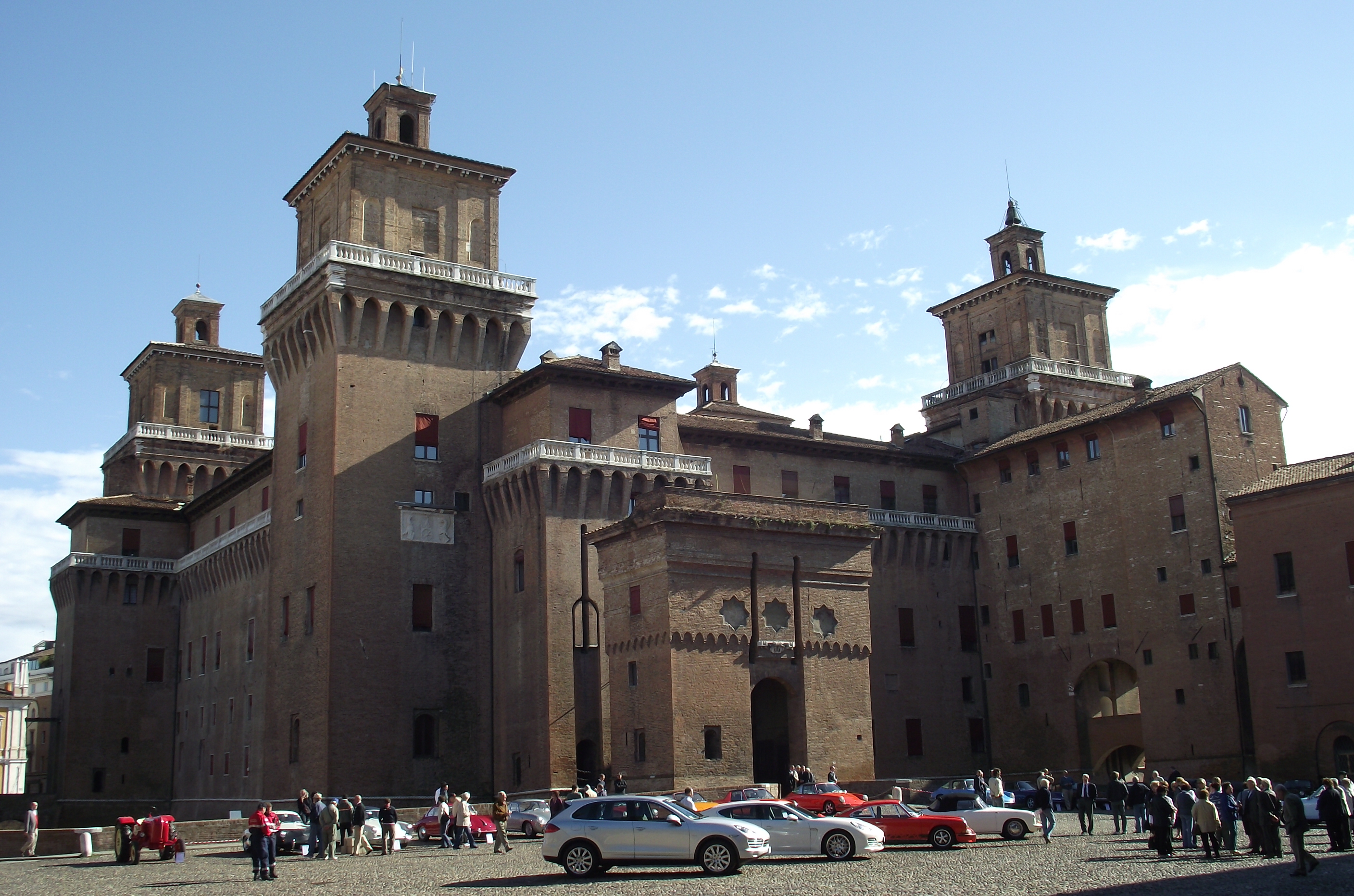
Castello Estense

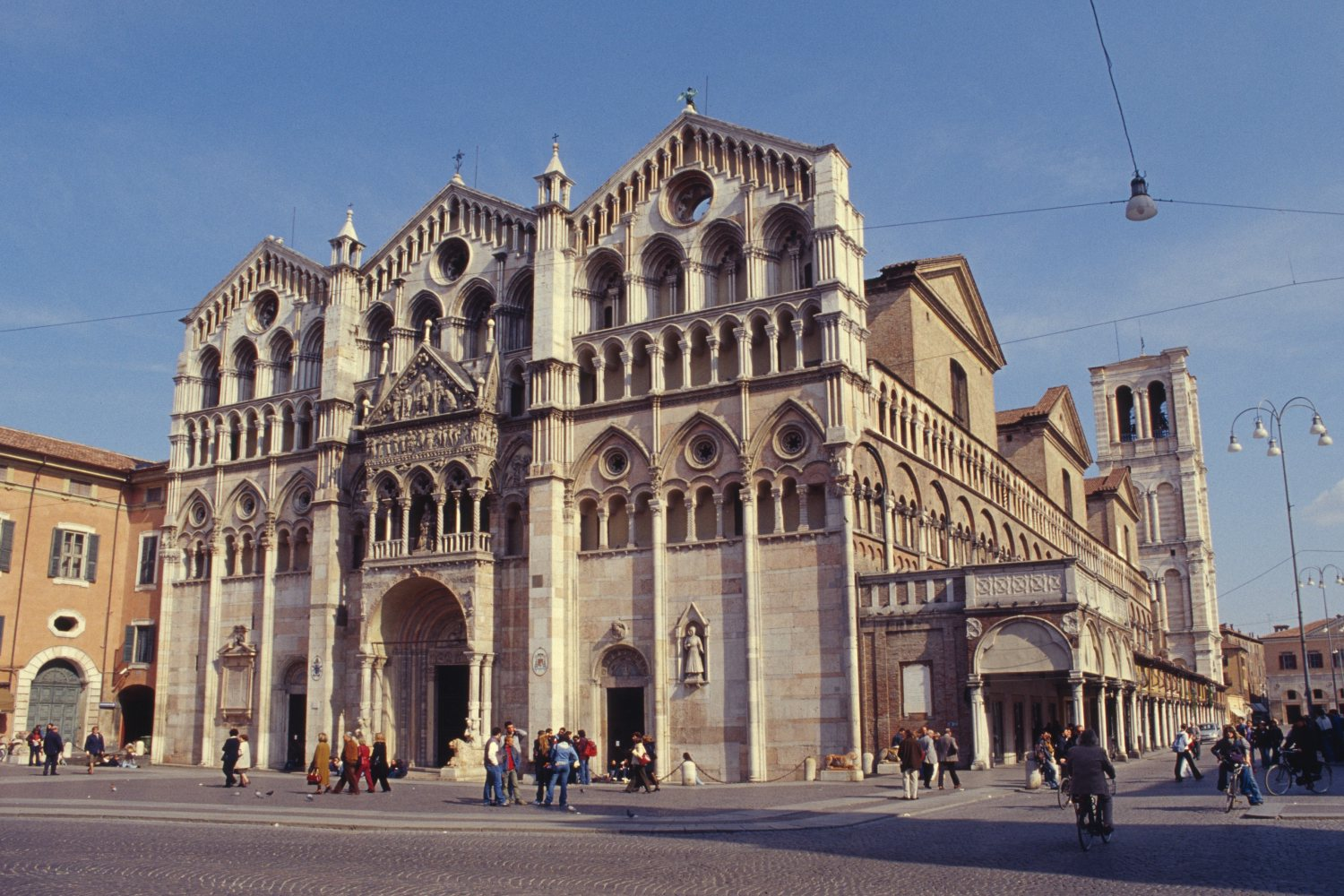
Die Kathedrale San Giorgio

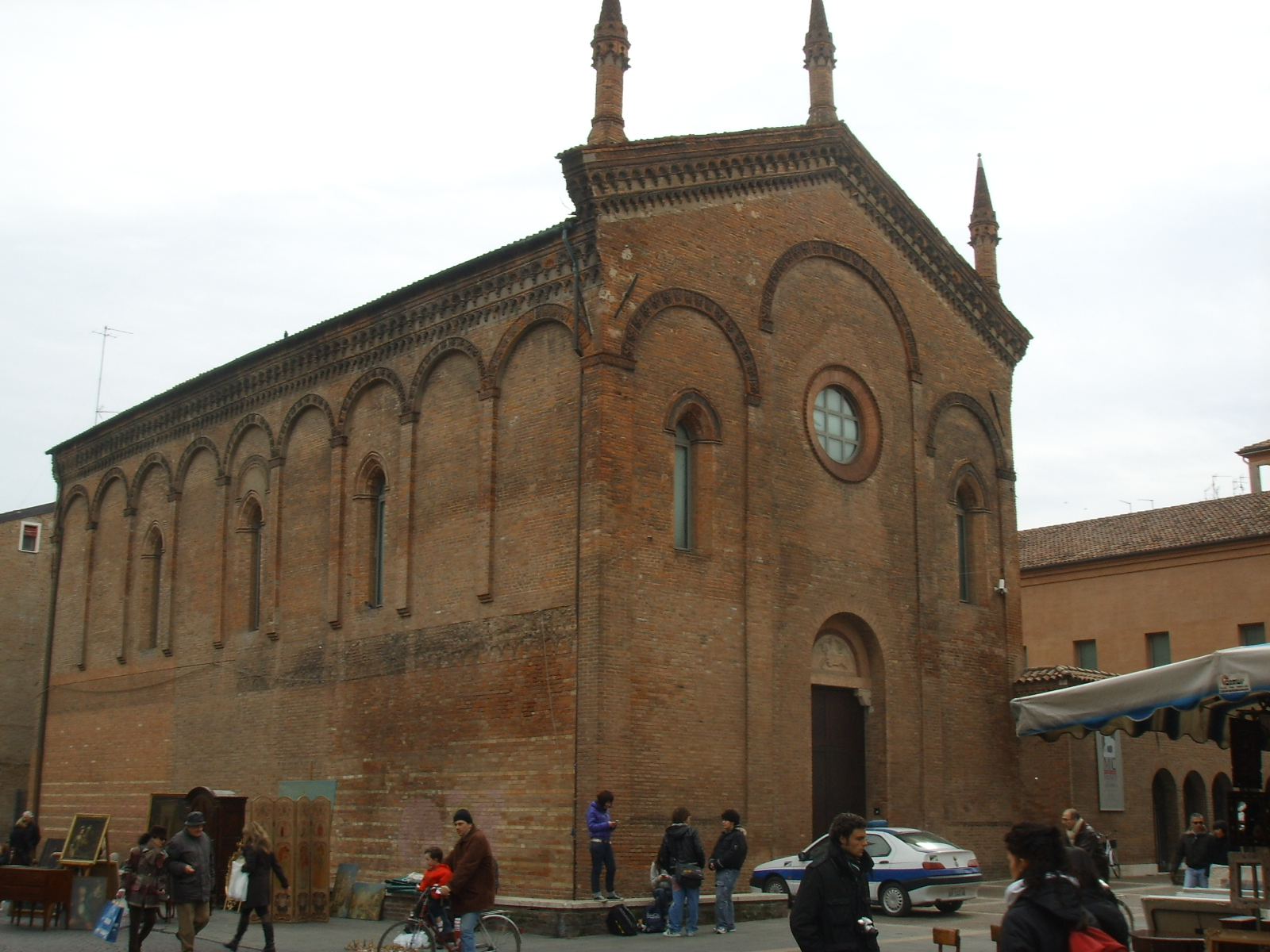
Dommuseum

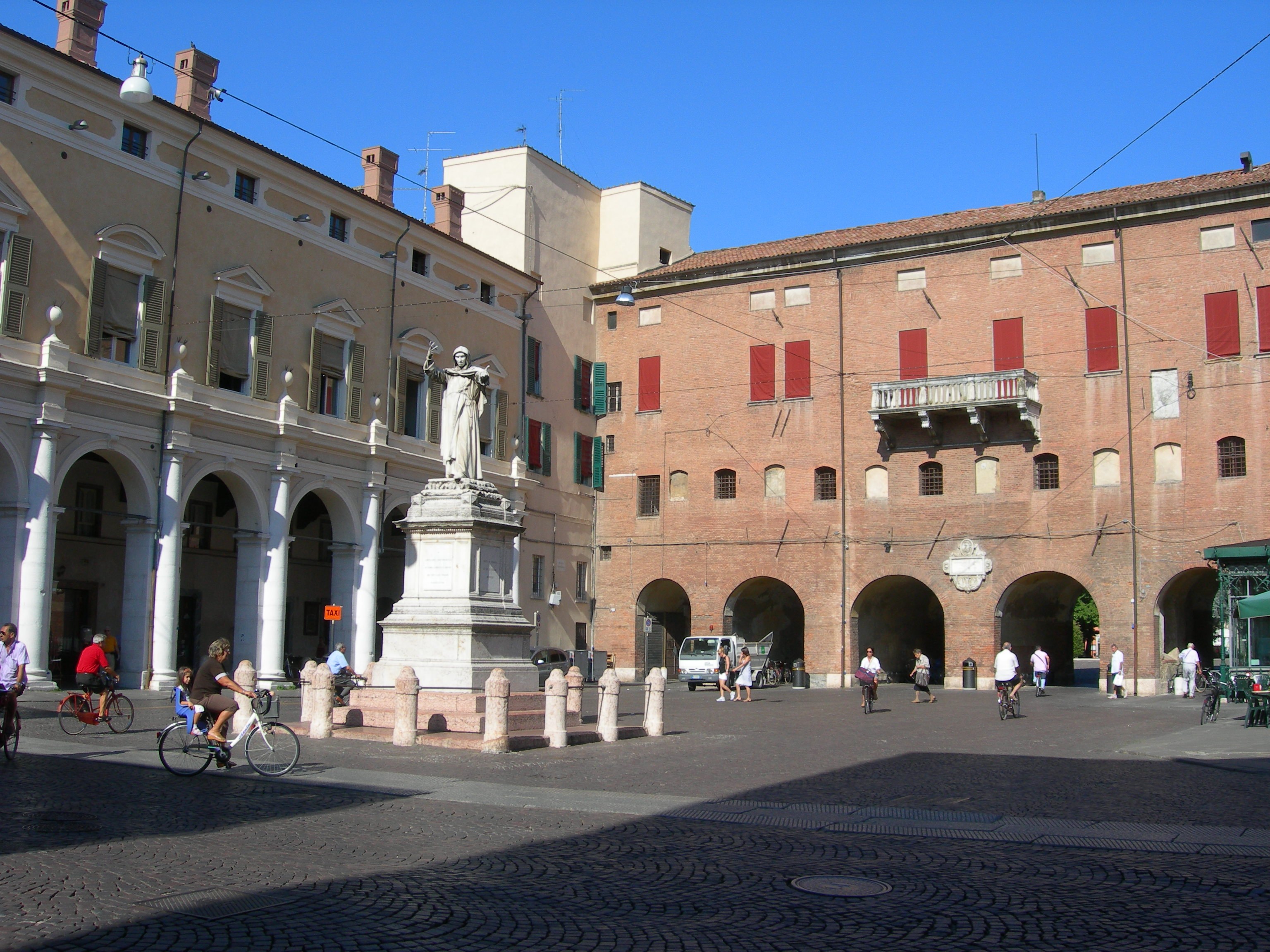
Piazza Savonarola

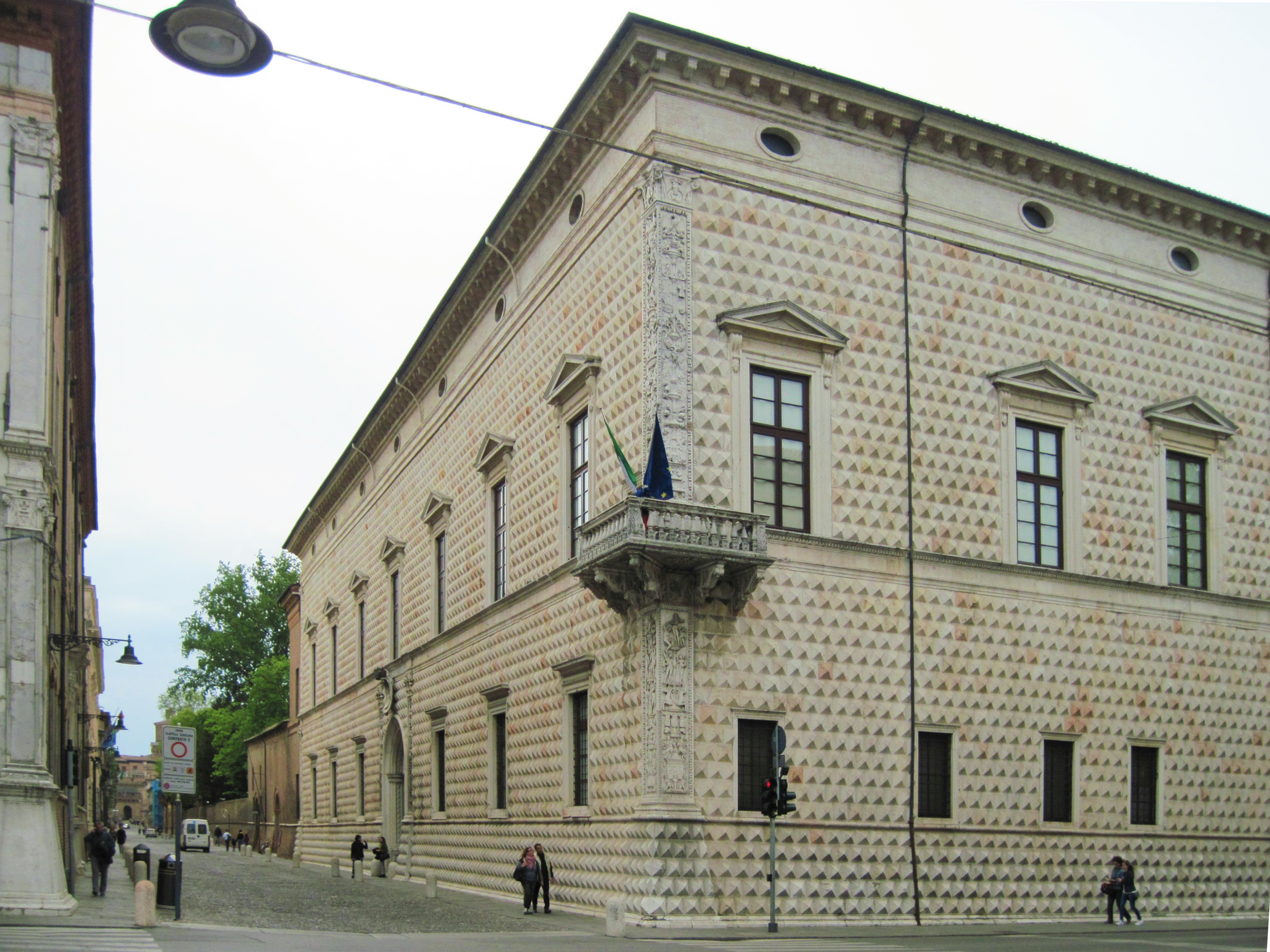
Palazzo dei Diamanti

Im Zentrum der von Befestigungsmauern umgebenen Altstadt sticht insbesondere das Castello Estense hervor, eine viertürmige Wasserburg, die 1385 begonnen und nach 1554 teilweise erneuert wurde. Südöstlich des Castello steht die romanisch-gotische Cattedrale di San Giorgio mit ihrem unvollendet gebliebenen Kampanile (begonnen 1135). Über der Vorhalle der Kathedrale befindet sich das Dommuseum. An der Südecke des Castello schließt die Piazza Savonarola mit dem Denkmal des großen Sohnes der Stadt an. Dahinter folgt der Palazzo Comunale, das ehemalige Residenzschloß der Este, ab 1243 errichtet und im 14./15. Jahrhundert umgebaut.
Des Weiteren gibt es mehrere Adelspaläste vor allem aus der Renaissance. Einer der berühmtesten ist der Palazzo dei Diamanti mit seiner Marmorfassade aus stark pointierten Diamantquadern, die dem 1492 von Biagio Rossetti entworfenen Bau ihren Namen gaben. In ihm finden heute Kunstausstellungen von internationalem Rang statt. Außerdem der benachbarte Palazzo Prosperi-Sacrati mit seinem monumentalen Portal im venezianischen Stil oder der Palazzo Schifanoia mit seinen Fresken in der Sala dei Mesi (Monatssaal). Südlich des Schifanoia steht der unvollendet gebliebene Palazzo Costabili, in dem sich heute das Museo Archeologico Nazionale befindet.
Erwähnenswert ist auch der Komplex des Cimitero monumentale della Certosa di Ferrara mit der Kirche San Cristoforo alla Certosa. 1452 wurde er als Kartäuserkloster außerhalb der Stadtmauern gegründet, nach Vertreibung der Mönche als Kaserne genutzt und 1813 zu einem städtischen Friedhof umgestaltet und sukzessive erweitert. Die ehemaligen Klosterzellen wurden im Laufe der Zeit zu Kapellen für den Adel.
Die Ex Caserma del Littorio entstand in den 1920er Jahren.

### Palio
Alljährlich Ende Mai findet im historischen Stadtkern in prächtigen Renaissancekostümen der Palio statt, ein Pferderennen zwischen den einzelnen Stadtteilen in historischen Kostümen. Es handelt sich um den weltweit ältesten, 1279 urkundlich erwähnten Palio, das Rennen fand jedoch schon mindestens 20 Jahre vorher statt. Das Fest ist dem Heiligen Georg gewidmet, will aber insbesondere an den Palio von 1471 zu Ehre von Borso d’Este erinnern, der infolge einer Reise nach Rom von Papst Paul II. den Herzogtitel und andere Vergünstigungen erhalten hatte.
Schon im Vorfeld gibt es weitere umrahmende Veranstaltungen, wie das Kerzenbringen und die Segnung der Palii – der bemalten Tücher, die die Gewinner der vier Rennen als Preis erhalten – oder die alten Fahnenspiele, einen Wettbewerb für Musiker und Fahnenschwenker, sowie einen historischen Umzug.

### Musik
Das Teatro Comunale, das Opernhaus der Stadt, wurde 1798 eröffnet. 2014 wurde es umbenannt in Teatro Claudio Abbado.
Seit 1988 findet Ende August das Buskers Festival statt, ein großes Straßenmusikfest, zu dem zuletzt über 800.000 Besucher kamen. Damit ist es nach eigenen Angaben das größte derartige Ereignis in der Welt.
Aufgrund des EU-Austritts des Vereinigten Königreichs wurde der Sitz des Jugendorchesters der Europäischen Union 2018 von London nach Italien verlegt. Drei Jahre lang residierte das Orchester jeweils im Frühjahr und im Herbst in Ferrara. Die erste Saison in Ferrara wurde am 30. März 2018 mit einem Konzert im Teatro Claudio Abbado eröffnet. Mittlerweile befindet sich der Sitz des Orchesters aber in Grafenegg in Niederösterreich.

### Museen
- Palazzo dei Diamanti, Gemäldegalerie
- Castello Estense
- Palazzo Schifanoia
- Archäologisches Nationalmuseum Ferrara (Museo Archeologico Nazionale di Ferrara)
- Museo della Cattedrale der Kathedrale von Ferrara, in der ehemaligen Kirche San Romano eingerichtetes Museum, präsentiert sakrale Kunstschätze wie die von Cosmè Tura geschaffenen antiken Flügel der Kathedralorgel.
- Museum für Architektur, ein in dem vom Stadtplaner Biagio Rossetti 1490 für sich und seine Familie erbauten Casa di Biagio Rossetti, Via XX Settembre 152, untergebrachtes Museum, in dem feste und befristete Ausstellungen gezeigt sowie Konferenzen abgehalten und Workshops und Wettbewerbe durchgeführt werden.
- Graphikmuseum, ein im Geburtshaus des Musikers Girolamo Frescobaldi, Via Frescobaldi 40, untergebrachtes Museum, in dem Illustrationen aus Printmedien aller Art gesammelt und katalogisiert werden und dessen Fachbibliothek über eine bis auf das Ende des 19. Jh. zurückreichende Zeitschriftensammlung verfügt.
- Naturgeschichtliches Museum, Via De Pisis 24, ein in die Abteilungen Zoologie, Geopaläontologie und Mineralogie unterteiltes Museum, in dem auch interessante ethnographische Fundstücke ausgestellt werden.
- Epigraphisches Museum (Museo Lapidario, Lapidario Civico), Via Camposabbionario 1, ein in der ehemaligen Kirche Santa Libera untergebrachtes Museum, in dem eine wichtige Sammlung beschrifteter römischer Marmorsteine ausgestellt ist, die in der Gegend von Ferrara gefunden wurden.
- Museum Michelangelo Antonioni, Corso Ercole I d’Este 17, eine Dauerausstellung von Bildern, die der ferrareser Regisseur Michelangelo Antonioni eigenhändig gemalt hat.
- Museum des Risorgimento und des Widerstands, Corso Ercole d’Este 17, ein Museum für Zeitgeschichte, in dem historische Dokumente und Gegenstände aufbewahrt werden, die von lokaler und nationaler Bedeutung sind.
- Museo Internazionale delle Ghise (International Manhole Cover Museum), internationales und weltweit einziges Kanaldeckel-Museum (saisonal und nach Vereinbarung geöffnet).[15]

### Kulinarische Spezialitäten
Die Küche Ferraras wurde vom Hof der Este, aber auch von der bedeutenden jüdischen Gemeinde der Stadt beeinflusst. Zu den kulinarischen Spezialitäten Ferraras gehören Cappellacci di zucca ferraresi, Teigtaschen mit Kürbisfüllung, und die Salama da Sugo, eine Rohwurst, die gekocht mit Kartoffel- oder Kürbispüree serviert wird. Beide sind als Produkte mit geschützter geographischer Angabe (g.g.A., italienisch IGP) ausgezeichnet.

## Städtepartnerschaften
- Saint-Étienne, Frankreich (1960)
- Capodistria, Slowenien (1974)
- Swansea, Vereinigtes Königreich (1978)
- Krasnodar, Russland (1989)
- Kaufbeuren, Deutschland (1991)
- Kallithea, Griechenland (1995)
- Lleida, Spanien (1996)
- Szombathely, Ungarn (1997)
- Sarajevo, Bosnien und Herzegowina (1998)
- Prag, Tschechien (2000)
- Broni, Italien (2001)
- Gießen, Deutschland (2002)
- San Nicola Manfredi, Italien (2003)

## Wirtschaft und Infrastruktur

### Wirtschaft
Wirtschaftlich bedeutend ist die petrochemische und chemische Industrie, der Tourismus und die Nahrungsmittelindustrie mit der Obstmesse Eurofrut.

### Bildung
An der Universität Ferrara, die bereits 1391 gegründet wurde, sind heutzutage ungefähr 15.000 Studenten eingeschrieben. Das Konservatorium Girolamo Frescobaldi ist eine 1870 gegründete Musikhochschule.

### Flugplätze
Ferrara hat zwei Flugplätze: den südlich der Stadt gelegenen Flugplatz Ferrara-San Luca und den südöstlich gelegenen Flugplatz Ferrara-Aguscello.

### Fahrradstadt

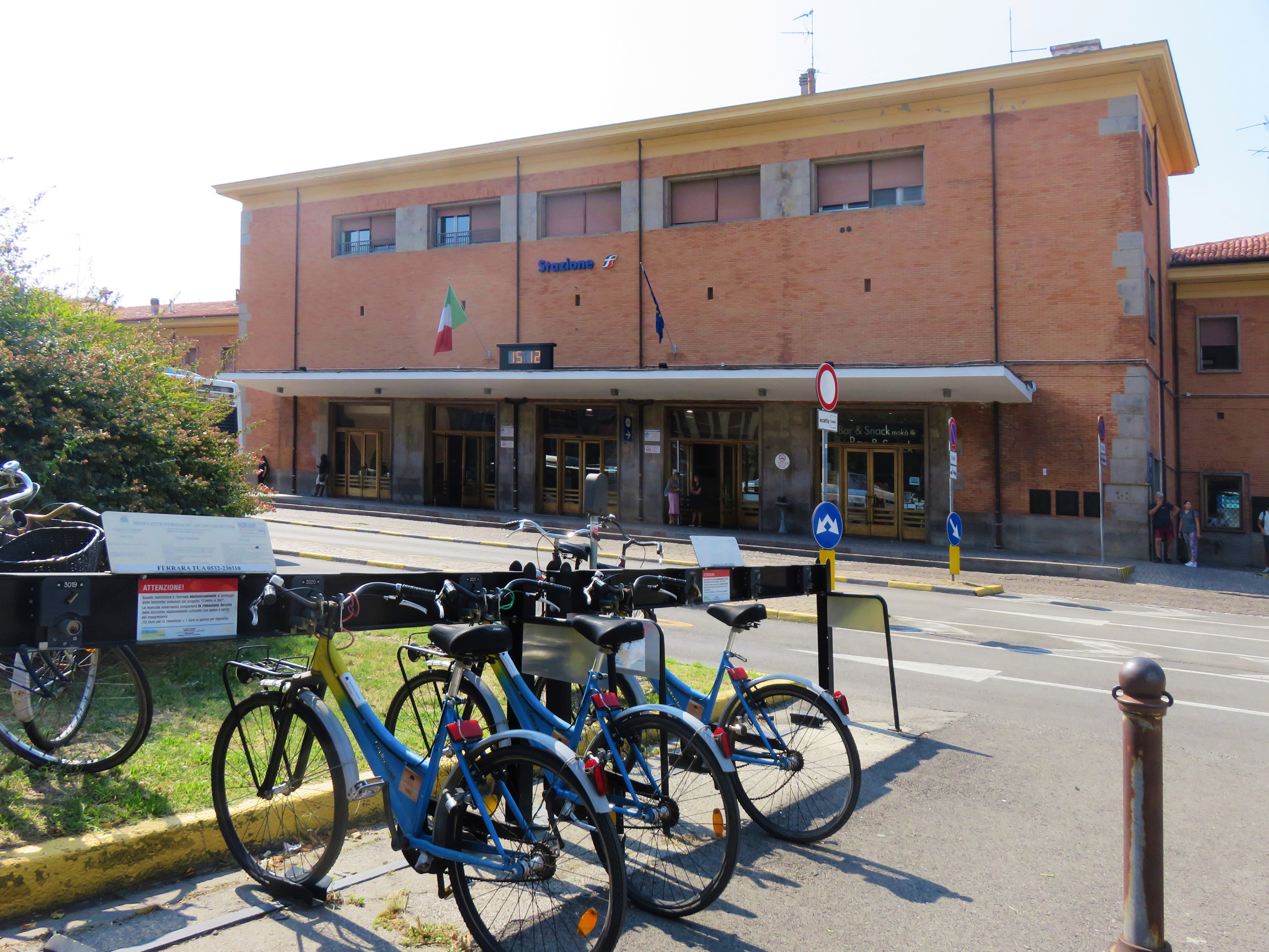
Gebäude des Hauptbahnhofs, auf dem Bahnhofsvorplatz geparkte Fahrräder

Die Renaissance-Altstadt, umgeben von einer neun Kilometer langen Stadtmauer, kann nur zu Fuß oder mit dem Fahrrad besucht werden. Aufgrund des hohen Radverkehrsanteils gilt Ferrara als Fahrradstadt.
Einem Reisenden, der mit dem Zug ankommt, fällt auf dem Bahnhofsvorplatz sofort ein Meer geparkter Fahrräder ins Auge. Ferrara ist eine Fahrradstadt und ist Mitglied des europäischen Städteverbunds Cities for Cyclists, dem 30 Mitgliedsstädte aus 14 Staaten angehören. Einer nach der Jahrhundertwende vorgenommenen Erhebung zufolge benutzen 89,5 % der Einheimischen das Fahrrad als Fortbewegungsmittel, und die Bürger Ferraras besitzen pro Kopf durchschnittlich 2,8 Fahrräder. Dem Bürgermeister und den Stadträten stehen amtliche Fahrräder zu. Mehr als 30 Prozent der Wege werden in Ferrara mit dem Fahrrad zurückgelegt. Dieser Wert ist vergleichbar mit Amsterdam. Ferrara ist damit die fahrradfreundlichste Stadt Italiens. Zum Radfahren laden breite Fußgängerzonen, zahlreiche mittelalterliche Gassen und der neun Kilometer lange Stadtwall ein, auf dem ohne Unterbrechung geradelt werden kann. Im Gegensatz zu nordeuropäischen Städten gehört das zügige Fahren auf Fahrrädern nicht zum alltäglichen Straßenbild. Man radelt gemütlich, auch nebeneinanderher, um sich zu unterhalten. Das Fahrradfahren gilt in Ferrara als das geeignetste Mittel, um die Stadt und ihre mittelalterlichen Straßen und Winkel näher kennenzulernen. Viele Hotels bieten ihren Gästen Fahrräder an, und in der Stadt gibt es zahlreiche Fahrradverleih-Geschäfte.

## Klima
Das Wetter ist im Winter hauptsächlich kalt und feucht. Trotz häufiger Minustemperaturen und Frost gibt es wegen der Nähe zum Meer selten schneebedeckte Straßen. Die Sommer sind heiß und wegen der hohen Luftfeuchtigkeit (selten unter 70 Prozent) sehr schwül. Gelegentlich gibt es schwere Regenfälle, teilweise auch heftige Stürme. Ab November bis Februar ist es hauptsächlich neblig (Ferrara gehört zusammen mit anderen Städten der Poebene zu den italienischen Städten mit dem meisten durchschnittlichen Nebelaufkommen). Der Frühling ist generell mild und angenehm.

## Sport
Der örtliche Fußballverein SPAL Ferrara spielte in der Saison 2017/18 nach fast 50 Jahren wieder in der höchsten italienischen Spielklasse, der Serie A.

## Weiteres
Ein 1913 erbautes Luftschiff erhielt den Namen Città di Ferrara.

### Sachbuch
- Carlo Bassi: Breve ma verdica storia di Ferrara. Collana Le Essenze, 2 G Editrice, Ferrara 2005, ISBN  978-88-89248-06-5.
- Trevor Dean: Land and Power in Late Medieval Ferrara: The Rule of the Este, 1350–1450. Cambridge University Press, Cambridge 2002, ISBN 0-521-52186-6, (begrenzte Vorschau)
- Birgit Emich: Territoriale Integration in der Frühen Neuzeit. Ferrara und der Kirchenstaat. Habilitationsschrift. Universität Freiburg 2002. Böhlau, Köln, Weimar, Wien 2005, ISBN 3-412-12705-1.
- Adriano Franceschini: Presenza ebraica a Ferrara. Testimonianze archivistiche fino al 1492. Hrsg.: P. Ravenna, Olschki Editore, Firenze 2007. ISBN 978-88-222-5741-3.
- Matteo Provasi: Ferrara ebraica – una città nella città. Collana Le Essenze, G2 Editrice, Ferrara 2010, ISBN 978-88-89248-20-1.
- Romeo Sgarbanti: Ferrara, nascita di una città, dopo le leggende, la storia. Collana Le Essenze, 2 G Editrice, Ferrara 2008, ISBN 978-88-89248-22-5.

### Belletristik
- Im Roman Catch-22 von Joseph Heller ist die Stadt Ferrara das Ziel von sieben alliierten Bombenangriffen während des Zweiten Weltkriegs. Das Buch wurde unter dem deutschen Titel Catch-22 – Der böse Trick 1970 verfilmt.